# اتفاقية إلغاء العمل الجبري
اتفاقية إلغاء العمل الجبري لعام 1957 هي أحد الاتفاقيات الأساسية الثمانية لمنظمة العمل الدولية التي تلغي بعض أشكال العمل القسري الذي لا يزال يسمح بموجب اتفاقية العمل الجبري لعام 1930 مثل إلحاق العقاب بسبب المشاركة في اضراب أو إلحاق عقاب بسبب وجهة نظر سياسية معينة.
من أجل تنفيذ اتفاقية العمل الجبري لعام 1930 واتفاقية إلغاء العمل الجبري لعام 1957 فقد تم إقرار برنامج العمل الخاص لمكافحة العمل القسري.

## التصديقات
اعتبارا من عام 2013 تم التصديق على الاتفاقية من قبل 174 من 185 عضو في منظمة العمل الدولية أما الدولة الأحد عشر التي لم تصادق على الاتفاقية هي:
- بروناي
- الصين
- اليابان
- كوريا الجنوبية
- لاوس
- جزر مارشال
- بورما
- بالاو
- تيمور الشرقية
- توفالو
- فيتنام

بالإضافة إلى هذه الدول فإن 8 أعضاء في الأمم المتحدة وليسوا أعضاء في منظمة العمل الدولية صدقوا على الاتفاقية وهي: أندورا وبوتان وليختنشتاين ومايكرونيزيا وموناكو وناورو وكوريا الشمالية وتونغا.